# Австралия на зимних Олимпийских играх 1968
Австралия принимала участие в Зимних Олимпийских играх 1968 года в Гренобле (Франция) в шестой раз за свою историю, но не завоевала ни одной медали.

## Состав сборной
Сборная состояла из 3 спортсменов (все — мужчины), которые выступили в соревнованиях по горнолыжному спорту, лыжным гонкам и конькобежному спорту.
Самым младшим участником австралийской сборной был 19-летний горнолыжник Малькольм Милн. Его старший брат Росс Милна разбился во время тренировки на предыдущей Олимпиаде в Австрии. Вопреки мнениям, что лыжники из Австралии и Новой Зеландии не должны соревноваться на трассах скоростного спуска, у него появилось стремление доказать, что они способны это делать. Малькольм Милн нёс флаг Австралии на церемонии открытия Игр.
Самым старшим участником сборной был 24-летний лыжник Росс Мартин.

## Результаты

### Горнолыжный спорт
Соревнования проходили в Шанрусе. Олимпийские результаты были включены в зачёт кубка мира. Данные соревнования одновременно считались соревнованиями 20 чемпионата мира по горнолыжному спорту.
Мужчины — скоростной спуск
| Малкольм Милн | 9 февраля | 2:05,36 | 24 |

Мужчины — гигантский слалом
| Спортсмен     | Дата            | Финал   | Финал | Финал   | Финал | Финал   | Финал |
| Спортсмен     | Дата            | 1 спуск | Место | 2 спуск | Место | Время   | Место |
| ------------- | --------------- | ------- | ----- | ------- | ----- | ------- | ----- |
| Малкольм Милн | 11 и 12 февраля | 1:51,25 | 38    | 1:52,60 | 35    | 3:43,85 | 33    |

Мужчины — слалом
| Спортсмен     | Дата            | Квалификация | Квалификация | Квалификация | Квалификация | Финал   | Финал | Финал   | Финал | Финал   | Финал |
| Спортсмен     | Дата            | 1 спуск      | Место        | 2 спуск      | Место        | 1 спуск | Место | 2 спуск | Место | Время   | Место |
| ------------- | --------------- | ------------ | ------------ | ------------ | ------------ | ------- | ----- | ------- | ----- | ------- | ----- |
| Малкольм Милн | 16 и 17 февраля | 1:23,26      | 5            | 58,08        | 1 Q          | 56,36   | 41    | 56,06   | 25    | 1:52,42 | 24    |

### Конькобежный спорт
На дистанции 500 м Колин Коутс показал результат 43,3 секунды и разделил 41 место с канадцем Бобом Ходжесом. Дистанцию 1500 м Коутс пробежал за 2 минуты 16,7 секунды, такой же результат показал монгольский спортсмен Лувсанлхагвын Дашням, они разделили 49 место. Подобных случаев было немало, и на следующих зимних играх в Саппоро подсчёт времмени вёлся уже до тысячных долей секунды.  
| Спортсмен   | Дистанция | Дата       | Результат | Результат |
| Спортсмен   | Дистанция | Дата       | Время     | Место     |
| ----------- | --------- | ---------- | --------- | --------- |
| Колин Коутс | 500 м     | 14 февраля | 43,3      | 41        |
| Колин Коутс | 1500 м    | 16 февраля | 2:16,7    | 49        |

### Лыжные гонки
Мужчины
| Спортсмен   | Дистанция | Дата       | Результат | Результат |
| Спортсмен   | Дистанция | Дата       | Время     | Место     |
| ----------- | --------- | ---------- | --------- | --------- |
| Росс Мартин | 15 км     | 10 февраля | 58:00,2   | 60        |
| Росс Мартин | 30 км     | 7 февраля  | 1:55:17,3 | 60        |